# Hermann Buddenhagen
Hermann Buddenhagen (* 14. August 1887 in Rostock; † 20. Januar 1965 ebenda) war ein deutscher Lehrer, Autor und Verlagslektor.

## Leben
Buddenhagen wurde als Sohn eines Schiffszimmermanns geboren. Von 1909 bis 1911 besuchte er das Lehrerseminar in Neukloster und übernahm 1911 eine einklassige Landschule. Er lehrte von 1913 bis 1922 am Landesseminar. Von 1922 bis 1938 war er Lehrer an einer Mittelschule in Warnemünde. Seine Entlassung aus dem Schuldienst erfolgte wegen seiner Zugehörigkeit zu einer Freimaurerloge. Nach Ende des Zweiten Weltkriegs war er bis 1946 Bezirksschulrat, dann Rektor und Ausbildungsleiter in Rostock. Seit 1952 arbeitete er als Lektor im Hinstorff Verlag.

## Werke
- Schicksal der Schiffe, Safari-Verlag Berlin 1938
- Wolken über Ribbenitz mit Illustrationen von Fritz Koch-Gotha, Hinstorff Verlag Rostock 1954

| Personendaten    | Personendaten                             |
| ---------------- | ----------------------------------------- |
| NAME             | Buddenhagen, Hermann                      |
| KURZBESCHREIBUNG | deutscher Lehrer, Autor und Verlagslektor |
| GEBURTSDATUM     | 14. August 1887                           |
| GEBURTSORT       | Rostock                                   |
| STERBEDATUM      | 20. Januar 1965                           |
| STERBEORT        | Rostock                                   |